# Asier Del Horno
Asier del Horno Cosgaya, né le 19 janvier 1981 à Barakaldo, était un footballeur International espagnol qui évoluait au poste de défenseur latéral gauche. Au cours de sa carrière, il joua à l'Athletic Bilbao, Chelsea, le FC Valence, Valladolid et Levante. Il joua à dix reprises avec la sélection espagnole.

## Biographie
Il a commencé sa carrière dans les catégories inférieures de l'Athletic Bilbao. Il débute avec l’équipe première lors de la saison 2000/01. Del Horno a marqué 13 buts en 108 apparitions avec l’Athletic Bilbao.
En juin 2005, Del Horno est transféré à Chelsea pour un montant de 12 millions d'euros. Dans l’équipe anglaise il joue avec régularité, malgré la souffrance d'une blessure grave contractée en septembre. Il gagne son premier trophée de sa carrière à Chelsea, en remportant la Premier League. Il a joué 34 matchs au total pour Chelsea, marquant 1 but, contre Tottenham Hotspur à White Hart Lane.
Le 21 juin 2006 Del Horno retourne en Espagne à Valence CF pour la somme de 8 millions d’euros. Il se blesse à nouveau et est indisponible pendant 8 mois, il rejoue en mars 2007 contre le Celta Vigo. Del Horno est placé sur la liste des transferts par l'entraîneur Quique Sánchez Flores, comme l'entraîneur a annoncé que le défenseur ne serait pas conservé à son poste dans l'équipe 2007-2008. Dans le dernier jour des transferts, Del Horno a accepté de rejoindre son ancienne équipe l’Athletic Bilbao pour un prêt d’un an, après quoi il retourne à Valence CF. En janvier 2010, il est prêté au Real Valladolid, avec lequel il joue à 13 reprises.
N'entrant pas dans les plans d'Unai Emery, l'entraîneur du Valence CF, il est à nouveau prêté, cette fois à Levante UD pour la saison 2010-2011.
Del Horno fait ses débuts avec l'Espagne contre l'Écosse en septembre 2004. 6 mois plus tard il marque le but vainqueur du match amical contre l'Angleterre à Madrid.
Il est retenu par Luis Aragonés pour disputer la Coupe du monde 2006, mais ne peut y participer à cause d'une blessure. Il est alors remplacé par Mariano Pernía.
Il a également été international de football avec la sélection du Pays basque.

## Palmarès
- Champion d'Angleterre en 2006 avec Chelsea FC
- Vainqueur du Community Shield en 2005 avec Chelsea FC